# ريتشارد كامبل
ريتشارد كامبل (بالإنجليزية: Richard Campbell)‏ هو موسيقي أمريكي، ولد في 7 ديسمبر 1958 في فان نويس في الولايات المتحدة.

## وصلات خارجية
- ريتشارد كامبل على موقع IMDb (الإنجليزية)
- ريتشارد كامبل على موقع ميوزك برينز (الإنجليزية)